# Blåkronad flaggpapegoja
Blåkronad flaggpapegoja (Prioniturus discurus) är en fågel i familjen östpapegojor inom ordningen papegojfåglar.

## Utseende och läte
Blåkronad flaggpapegoja är en medelstor papegojfågel med de för släktet karakteristiskta flaggformade centrala stjärtpennorna. Fjäderdräkten är övervägande grön, mörkare på ryggen och ljusare under. Även huvudet är relativt mörkgrönt med blå hjässa. Arten överlappar i utbredning med mindanaoflaggpapegojan, men saknar blått på kinden och ryggen är mer bjärt grön. Lätet består av ringande metalliska skrin, påminnande om grön flaggpapegoja men mer raspigt.

## Utbredning och systematik
Blåkronad flaggpapegoja förekommer i Filippinerna. Den delas in i två distinkta underarter:
- Prioniturus discurus whiteheadi – norra Filippinerna (Luzon, Catanduanes, Tablas, Sibuyan, Ticao, Masbate, Biliran, Samar, Panay, Guimaras, Negros, Cebu, Bohol och Leyte)
- Prioniturus discurus discurus – södra Filippinerna (Mindanao, Olutanga, Basilan, Balut) och Jolo i Suluarkipelagen

Tidigare ansågs mindoroflaggpapegoja (Prioniturus mindorensis) vara en underart till blåkronad flaggpapegoja men urskiljs nu som egen art.

## Status och hot
Arten har ett stort utbredningsområde, men tros minska i antal, dock inte tillräckligt kraftigt för att den ska betraktas som hotad. Internationella naturvårdsunionen IUCN listar arten som livskraftig (LC).

## Bildgalleri

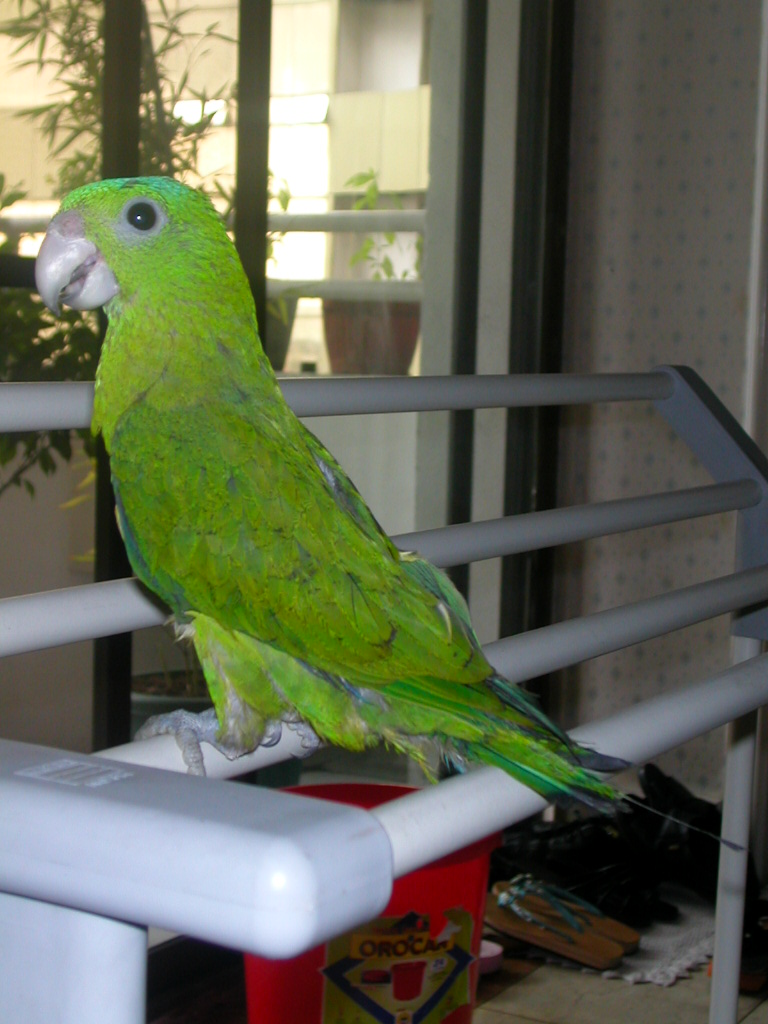
Ungfågel
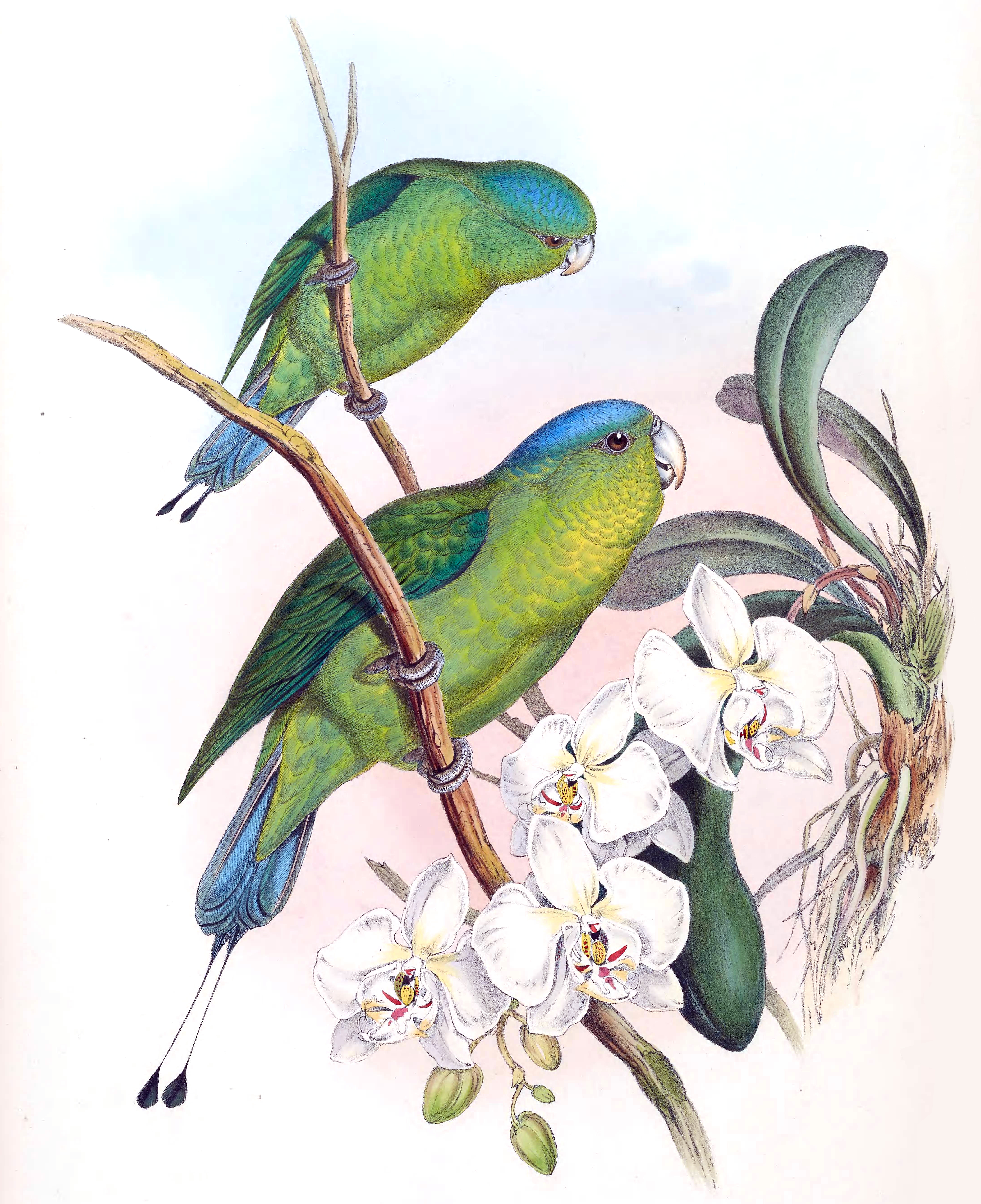
Illustration av John Gould